# 林巴日市鎮
林巴日市鎮是拉脫維亞的市镇，位於該國西部，行政中心为林巴日。市镇面積为2,440.8平方公里，人口数量为31,364人（2018年）。
林巴日市鎮设立于2009年。2021年7月1日，林巴日市鎮、阿洛亞市鎮和薩拉茨格里瓦市鎮合并成新的林巴日市鎮。